# 市川九團次 (4代目)
四代目 市川 九團次（いちかわ くだんじ、1972年（昭和47年）4月4日 - ）は、歌舞伎役者。歌舞伎名跡「市川九團次」の当代である。本名は鈴木 道行（すずき みちゆき）。屋号は高島屋。定紋は三升の中に九の字。五代目坂東竹三郎の芸養子だったが、現在は十三代目市川團十郎の門弟になっている。

## 来歴
- 1998年（平成10年）7月、門閥外から五代目坂東竹三郎に入門。同年9月大阪松竹座『ヤマトタケル』の舎人、熊襲兵士で坂東竹志郎（ばんどう たけしろう）を名乗って初舞台。
- 2005年（平成17年）4月大阪松竹座『菅原伝授手習鑑』「車引」の杉王丸で四代目坂東薪車を襲名。同年十三夜会賞奨励賞を受賞。
- 2006年（平成18年）咲くやこの花賞を受賞。名題昇進。
- 2014年（平成26年）2月、坂東竹三郎に無断で現代劇「サロメ」に、「秋元道行」の芸名で出演。このため、竹三郎が松竹と協議し、2014年1月末付けでの芸養子解消が通知された[2]。同年9月に十一代目市川海老蔵（現・十三代目市川團十郎）の門弟となり市川道行として再出発した[3]。
- 2015年（平成27年）1月に、新橋演舞場『石川五右衛門』のヌルハチで四代目市川九團次を襲名[4]。
- 2023年（令和5年）10月、重要無形文化財（総合認定／第十六次）に認定され「伝統歌舞伎保存会」会員となる[5][1]。

## 主な出演

### 舞台
- サロメ（2014年2月、東京芸術劇場）
- Honganji（2016年1月 - 2月、新歌舞伎座・中日劇場・EX THEATER ROPPONGI）  - 平将門 役
  - Honganji〜リターンズ〜（2016年8月、明治座）[6]

### 映画
- 代打教師 秋葉、真剣です!（1991年、東映）
- 1・2の三四郎（1995年、東宝）

### テレビドラマ
- 水戸黄門 30部　第16話（2002年4月16日、TBSテレビ） - 芳澤あやめ 役 ※坂東竹志郎名義
- 石川五右衛門 第5話（2016年11月11日、松竹・テレビ東京） - 茂吉 役
- OTHELLO 第6話・最終話（2022年9月16日・10月11日、ABC） - 鐘尾磨久須 役
- 仮面ライダーギーツ 第39話（2023年6月11日、テレビ朝日） - 政府高官 役
- ＃居酒屋新幹線2 第3話（2024年1月24日、MBS/TBS系列） - 焼きおやき店の店員 役

### ウェブテレビ
- あの子が生まれる…（2020年7月18日 - 9月19日、FOD / 10月20日 - 12月22日、フジテレビ（地上波）） - 河本秀明 役[7]

### CM・広告
- RIZAPグループ「ライザップ」（2018年 - 2019年）[8]
- DR.C医薬品「花粉を水に変えるマスク」（2018年 - ） - スギの花粉の精 役
- 新潟米「新之助」（2020年）